# ام‌وی چنگا
ام‌وی چنگا (به انگلیسی: MV Chenega) یک کشتی است که طول آن ۲۳۵ فوت (۷۲ متر) می‌باشد. این کشتی در سال ۲۰۰۵ ساخته شد.